# Tramway de Québec
Ne doit pas être confondu avec Ancien tramway de Québec.
Le tramway de Québec (officiellement TramCité) est un projet de train léger sur rail situé à Québec, au Québec (Canada) et constitué d'une ligne comportant 29 stations entre les quartiers de Cap-Rouge et de Charlesbourg en passant notamment par Sainte-Foy, Sillery, Montcalm, Saint-Roch et le Vieux-Limoilou. La ligne a une longueur de 19,3 kilomètres (12,0 mi), dont deux sont prévus en souterrain.
Confirmé en décembre 2024 par la CDPQ Infra, le gouvernement du Québec et la Ville de Québec, le tramway ira de l’avant et pourra transporter ses premiers passagers en 2033 avec une mise en chantier en 2027. L’ensemble du projet est évalué à 7,6 G$.
Un ancien système de tramway existait dans la ville entre 1865 et 1948.

## Historique

### Ancien tramway (1897–1948)

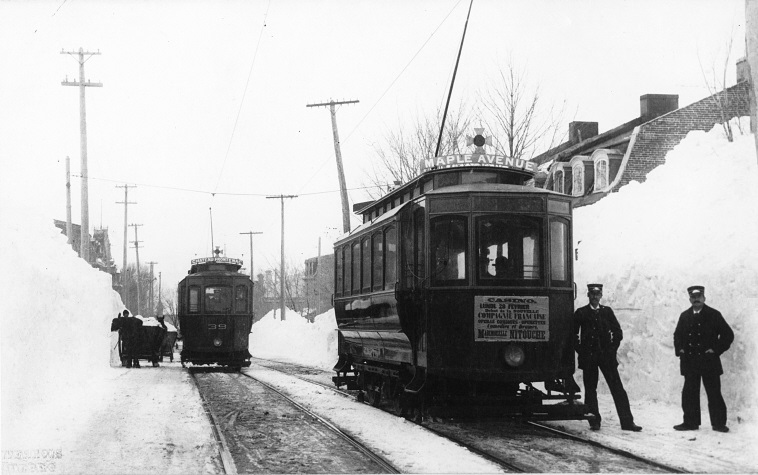
Anciens tramways circulant sur l'avenue des Érables, en 1898.

Le transport en commun naît à Québec dans les années 1860 avec la création de circuits de tramways hippomobiles. Moins chers que les traditionnelles calèches, ils gagnent vite en popularité au point où deux compagnies se partageront le service. L'année 1897 est considérée comme charnière puisque le réseau municipal est entièrement électrifié et organisé en 4 lignes distinctes. Le tramway connaîtra une expansion jusque dans les années 1930, alors que son réseau compte 11 lignes, de Sillery à Montmorency. Comme plusieurs tramways à travers le monde, son réseau est démantelé avec l'avènement de l'autobus. Le dernier véhicule circule le 27 mai 1948.

### Études sur le retour du tramway (2000–2017)
Entre 1972 et 1990, quatre études sont réalisées relativement à l’insertion d’un « système de transport rapide » à Québec. Les voies réservées et les circuits de bus à haut niveau de service (les Métrobus) sont les solutions retenues en 1992. Une décennie plus tard, le tramway commence à être envisagé :
- 2000 : le ministère des Transports du Québec donne à la Société de transport de la Communauté urbaine de Québec le mandat d'effectuer une étude d’opportunité et de faisabilité pour l'insertion d'un tramway le long des axes Métrobus[7].
- 2003 : l'étude d’opportunité et de faisabilité recommande la construction d’un réseau de tramway à Québec[5].
- 2005 : la ville de Québec inscrit ce mode de transport dans son Plan directeur d’aménagement et de développement 2005-2025.
- 2010 : un rapport du comité sur la mobilité durable est déposé. Il recommande l'implantation du tramway d'ici à 2030.
- 2015 : dépôt d'une deuxième étude de faisabilité. La ville de Québec choisit d'écarter le tramway et de privilégier un service rapide par bus (SRB)[8].
- 2017 : le projet de SRB est abandonné lorsque la ville de Lévis, qui était partenaire, annonce son retrait[9]. Six semaines après les élections municipales de 2017, le maire réélu Régis Labeaume relance le projet d'un tramway.

#### 2003: projet de reconversion des axes Métrobus
Le Réseau de transport de la Capitale publie en 2003 une étude d’opportunité et de faisabilité d’un système léger sur rail à la demande du Ministère des transports en 2000. L'étude démontre que l'implantation d'un tramway à Québec est possible et aura des effets positifs. Le projet initial présenté propose d'insérer le tramway le long des axes métrobus 800 et 801 existant. Ces corridors concentrent une forte densité de population. D'une longueur de 21,5 km, on considère que le réseau prendrait 4 ans à construire.

#### 2010: projet du comité sur la mobilité durable

Carte du projet de 2010.

Le 10 juin 2010, le comité sur la mobilité durable de la Ville de Québec recommande l'implantation de deux lignes de tramway pour un projet évalué en tout à 1,5 milliard de dollars. La première ligne est d'une longueur de 22,3 km. Les wagons partant de la rive-sud du fleuve prennent au passage le pont de Québec, le boulevard Laurier, traversent l'Université Laval, descendent la côte Nérée-Tremblay, longent le boulevard Charest jusqu'au Palais de justice. Bifurquant au nord, ils empruntent le boulevard des Capucins, le chemin de la Canardière pour aboutir au futur écoquartier d'Estimauville. Une branche se sépare au moment de traverser Saint-Roch pour monter sur la Colline parlementaire, jusqu'au Grand Théâtre. La seconde ligne, d'une longueur de 6,6 km, part du Grand Théâtre pour se rendre jusqu'à Charlesbourg. Elle passe par la Pointe-aux-Lièvres, puis par ExpoCité pour se rendre jusqu'aux Galeries Charlesbourg. Cette ligne pouvait être prolongée vers l'ouest de la haute-ville.
Ce projet est finalement abandonné en 2015 au profit d'un service rapide par bus (SRB). Le projet de SRB est à son tour abandonné en avril 2017 à la suite du retrait de participation de la ville de Lévis.

### Retour du tramway

#### Engagement politique et choix d'un premier tracé

Dans sa mouture de 2018, le tracé du tramway reliait Cap-Rouge à Charlesbourg.

En décembre 2017, quelques semaines après les élections municipales tenues en novembre, le maire réélu Régis Labeaume indique que sa promesse d'un projet de transport en commun structurant prendrait finalement la forme d'un tramway. La conjoncture politique permet cette fois-ci, contrairement au précédent projet de 2010, un investissement massif des gouvernements fédéral et provincial dans les infrastructures de transport en commun.
En mars 2018, la Ville de Québec, conjointement avec le gouvernement Philippe Couillard et l'appui du gouvernement fédéral, annonce la construction d'une ligne de tramway et d'une ligne de trambus au coût avoisinant 3 milliards $. La ligne de tramway, nouvelle colonne vertébrale du réseau, relierait Charlesbourg à Cap-Rouge en passant par la colline parlementaire. Une portion souterraine de 3,5 kilomètres est prévue. Les fréquences de passage seraient de 3 à 5 minutes en période de pointe et de 10 à 15 minutes le jour et la fin de semaine. La capacité du tramway serait de 260 passagers par véhicule. La date de 2026 est retenue pour son ouverture,. Ce nouveau réseau structurant de transport en commun est rapidement dénigré par les promoteurs d'un autre projet d'envergure, celui d'un lien autoroutier sous-fluvial entre Québec et Lévis. Le gouvernement Legault, élu en 2018, assure son appui aux deux projets.

#### Appuis et oppositions
À la suite de l'entente politique de 2018, différents groupes ou citoyens prennent position sur la construction d'un tramway. En mars 2019, une trentaine de personnalités d'affaires de la ville signe une lettre en appui au projet. En mai 2019, un regroupement en faveur du projet nommé « J'ai ma passe » et composé de plusieurs organismes d'affaires et environnementaux de la région voit le jour. Un autre mouvement nommé « Québec désire son tramway » est créé en août 2022 et fait notamment la distribution de pancartes promotionnelles. La Chambre de commerce et d'industrie de Québec, les grands employeurs de la ville comme les banques et les compagnies d'assurances ainsi que l'Université Laval comptent parmi les appuis au tramway.
Dans la population, des sondages réalisés au fil du temps expriment un appui majoritaire au projet dans les arrondissements traversés par le tramway (La Cité-Limoilou et Sainte-Foy–Sillery–Cap-Rouge), mais minoritaire ailleurs dans la ville,. L'inquiétude des dépassements de coûts a un impact sur l'appui. En mai 2023, un sondage révèle que 60% de la population sont défavorables au tramway et que 37% restent favorables. C'est un déclin de 7 points en trois mois. Les conditions hivernales, l'esthétisme des fils électriques, la fluidité routière, les coûts élevés et le choix du tracé sont des enjeux soulevés par les opposants,,. L'abattage d'arbres sur certains tronçons de la ligne suscitent aussi de la contestation de citoyens appuyés par Anne Guérette et Martine Ouellet,. En juillet 2022, le groupe citoyen « Québec mérite mieux » et son avocat Guy Bertrand demandent un arrêt des travaux du tramway devant les tribunaux,. La Cour supérieure rejette les arguments du groupe en janvier 2023.
Au niveau politique, Québec 21 sur la scène municipale et le Parti conservateur du Québec sur la scène provinciale sont les seuls partis à s'opposer au projet. Malgré leur position forte et une visibilité médiatique, leur succès électoral est timide aux élections municipales de 2021 et provinciales de 2022. De son côté, la Coalition avenir Québec montrera par moments des réticences face au projet lors de la 42e législature. En mars 2022, le député caquiste Éric Caire ira jusqu'à faire une déclaration controversée en demandant que la mairie de Québec « arrête de polluer l’existence des conducteurs [automobiles] avec des projets comme ça », avant de se rétracter.
Au niveau médiatique, certains animateurs de radio parlée (en) de la ville s'affichent clairement contre le projet. L'animateur de radio Éric Duhaime se lancera en politique notamment sur cet enjeu. Dans une campagne publicitaire pro-tramway en 2022, la Ville de Québec fait un clin d’œil humoristique à ces animateurs dans une parodie dont le slogan est « l'émission où on réfléchit en commun même si c’est juste moi qui parle ».
En octobre 2023, l'appui pour le projet de tramway n'est que de 36 %, représentant ainsi une baisse de 6 % en un an. De plus, aucun soumissionnaire n'a déposé d'offre pour construire les infrastructures estimées à 12 G$. La Ville de Québec propose donc le plan B : devenir le maître d’œuvre du projet évalué à 8,4 G$. Cette proposition est rejetée par le gouvernement du Québec, qui prend le contrôle du projet, le 8 novembre 2023. Le gouvernement souhaite présenter un nouveau projet au mois de mai 2024 qui pourrait prendre la forme d'un métro léger, d'un métro, d'un SRB ou d'un tramway. Il veut consulter la population pour augmenter l'appui au nouveau projet. La Ville a déjà déboursé 527 M$ en travaux préparatoires.

#### Financement, approbations et modifications
En 2019, une mésentente survient sur le programme fédéral précis qui sera utilisé pour financer le projet. La Ville de Montréal acceptera alors de céder 800 M$. En juin 2020, la Ville de Québec retranche le trambus du projet afin d'augmenter le financement seul du tramway, ce qui soulève des critiques de l'opposition municipale et du gouvernement provincial. Ce dernier met le projet sur pause, alors que des travaux ont déjà débuté.
Du 6 juillet au 5 novembre 2020, le Bureau d'audiences publiques sur l'environnement mène des consultations publiques. Dans son rapport, l'organisme recommande des modifications au projet présenté par la ville. Fin 2020, les négociations entre la Ville et le gouvernement provincial sont tendues. Le premier ministre François Legault affirme que la mouture présentée n'accorde pas assez de place à la desserte des banlieues. Cette saga politique se termine finalement avec une entente le 17 mars 2021, avec des modifications apportées par le gouvernement Legault. Charlesbourg est remplacé par D'Estimauville comme terminus à l'est de la ligne. Le Conseil exécutif du Québec donne son aval par décret confidentiel le 7 avril 2021. Il est publiquement officialisé le 16 avril.
Les appels de propositions sont lancés le 30 avril 2021. Cependant, en raison de l'acquisition de Bombardier Transport par Alstom quelques mois plus tôt, le contexte n'est pas favorable à la concurrence et un seul soumissionnaire répond à l'appel. En juin 2021, la Ville décide donc de reprendre le processus en le divisant en deux : un sera pour le matériel roulant et l'autre pour la construction des infrastructures,.
À l’issue des élections municipales de novembre 2021, le seul parti politique s'opposant catégoriquement au projet (Québec 21) termine en troisième place avec 25% des votes. Le nouveau maire Bruno Marchand s'engage à poursuivre le travail amorcé tout en promettant des améliorations. Fin mars 2022, la Ville accuse de nouveau le gouvernement Legault de vouloir saboter le projet en repoussant la signature de décrets concernant les appels de proposition. La réticence du gouvernement est motivée par trois facteurs : la montée en popularité du Parti conservateur du Québec, opposé au projet et faisant craindre des pertes électorales dans la région, le refus du maire Marchand d'appuyer immédiatement le projet gouvernemental du tunnel entre Québec et Lévis, puis finalement un débat local concernant l'insertion du tramway et des coupes d'arbres sur le boulevard René-Lévesque. Les partis d'opposition à l'Assemblée nationale ainsi que l'Union des municipalités du Québec, voulant protéger l'autonomie des municipalités par rapport aux interventions gouvernementales, font toutefois pression et les décrets gouvernementaux sont finalement adoptés le 6 avril sans aucune condition. Les appels de proposition sont lancés à la mi-avril 2022.
La construction était prévue pour commencer en 2024, avec une date de mise en service prévue en 2029. Cependant, le 9 novembre 2023, le premier ministre du Québec, François Legault, a refusé de financer le projet peu avant le début des travaux, malgré des années de préparation et une promesse politique de son parti, la Coalition Avenir Québec. Il a demandé à la branche infrastructures de la Caisse de dépôt et placement du Québec, désormais responsable du projet, de réaliser des études supplémentaires. Ils ont déposé un rapport et ont conclu de réaliser la première phase de leur plan, soit une ligne de tramway.

#### Sélection des partenaires
- Le consortium de génie-conseil Tram-Innov est choisi pour la conception préliminaire et les devis techniques du tramway en juillet 2019[65].
- La sélection du partenaire pour le matériel roulant oppose Siemens et Alstom. L'entreprise allemande propose une technologie hybride utilisant des batteries[66]. Ce faisant, elle déroge aux critères de l'appel d'offres. En décembre 2022, Siemens se retire de la course[67]. Le 23 février 2023, la Ville de Québec convient une entente avec Alstom[68]. L'entreprise française s'engage à réaliser la conception et la construction du matériel roulant en sol québécois, respectivement à Saint-Bruno-de-Montarville et La Pocatière[69]. Officialisée le 24 avril, l'entente inclut la construction des rames pour 569 millions $ et leur entretien durant trente ans pour 768 millions $[70]. Toutefois, l'entente du matériel roulant doit être autorisée par le conseil des ministres aux alentours du 10 novembre 2023 pour passer en phase de réalisation[71]. En cas d'abandon du projet, la ville perdrait un acompte de 5 millions $[72].
- La sélection du partenaire pour la construction des infrastructures était prévue pour l'automne 2023[70], et le dépôt des soumissions au mois d'août[73]. Les coûts du projet de tramway ont augmenté de manière significative et des entreprises intéressées à construire le tramway sont plongées dans l'incertitude lorsqu'elles n'étaient pas en mesure de financer la construction[74]. Après que le seul soumissionnaire n'était pas en mesure de déposer une proposition financière à cause de financement, le maire Bruno Marchand allait de l'avant avec un plan B à 8,4 milliards de dollars avec la ville comme maître d'œuvre[75]. Le premier ministre Legault a abandonné la proposition de la ville et a confié ce projet à CDPQ Infra, qui avait été chargé de la construction du Réseau express métropolitain à Montréal[76].
- En réponse à ce mandat, CDPQ Infra a présenté en juin 2024 le « Plan Circuit intégré de transport express (CITÉ) », un projet de 15 milliards de dollars sur 15 ans. Ce plan prévoit, entre autres, une ligne de tramway de 19 kilomètres, désormais appelée TramCité, qui reliera les secteurs Le Gendre, Sainte-Foy, Université Laval, la colline Parlementaire, Saint-Roch et Charlesbourg. Le projet inclut également des segments de service rapide par bus (SRB) et des voies réservées pour le transport collectif, totalisant 95 kilomètres de nouvelles infrastructures[77].

### Projet TramCité (2024)
En juin 2024, la CDPQ Infra dépose son projet pour la communauté métropolitaine de Québec qui, en trois phases, contient 2 lignes de tramways, des services rapides par bus et un troisième lien sous forme de transport en commun qui relierait les centres-villes de Québec et de Lévis. Le gouvernement provincial confirme que seule la première phase du projet sera réalisée pour l’instant, soit une ligne de tramway ressemblant à celle présentée en 2018. En décembre, le projet devient officiellement nommé « TramCité » et comprendra 29 stations, dont 2 souterraines, et est désormais évalué à 7,6 G$. Les travaux préparatoires pourront se poursuivre en 2025 et les travaux officiels débuteront en 2027, le tout pour une ouverture en 2033.
Les voitures mesureront 35 à 40 mètres et devront accueillir environ 250 personnes. Le RTC aura une flotte d’environ 30 voitures, chacune alimentée par une technologie d’alimentation hybride.
Le point de départ du tracé du Projet est localisé dans le secteur Chaudière, au croisement des autoroutes Felix-Leclerc (A-40) et Duplessis (A-540). Depuis le pôle d'échange multimodal Sainte-Foy, le Projet traverse le boulevard Laurier puis traverse le campus de l'Université Laval avec ses deux stations, dont un pôle d'échange multimodal. Ensuite, le tracé emprunte le boulevard René-Lévesque. Près du Grand Théâtre, la construction d'un tunnel d'environ 2 km est nécessaire pour relier la Haute-Ville et la Basse-Ville de Québec. À la sortie du tunnel en Basse-Ville, le Projet longe le jardin Jean-Paul-L'Allier et la place de l'Université-du-Québec jusqu'à l'intersection avec le boulevard Charest. La Ville de Québec prévoit un réaménagement de la rue de la Couronne en zone piétonne afin de doter ce secteur d'une signature distinctive. Le tracé se poursuit ensuite vers le pôle d'échange multimodal Saint-Roch, facilitant la correspondance du tramway avec un nombre important de circuits d'autobus en provenance du nord de la Ville de Québec. Ensuite, le tracé traverse la rivière Saint-Charles en empruntant le pont Drouin, puis s'oriente vers la 1re avenue jusqu'à la station terminale abritant un pôle d'échange multimodal à l'intersection de la 41e rue à Charlesbourg.

### Construction

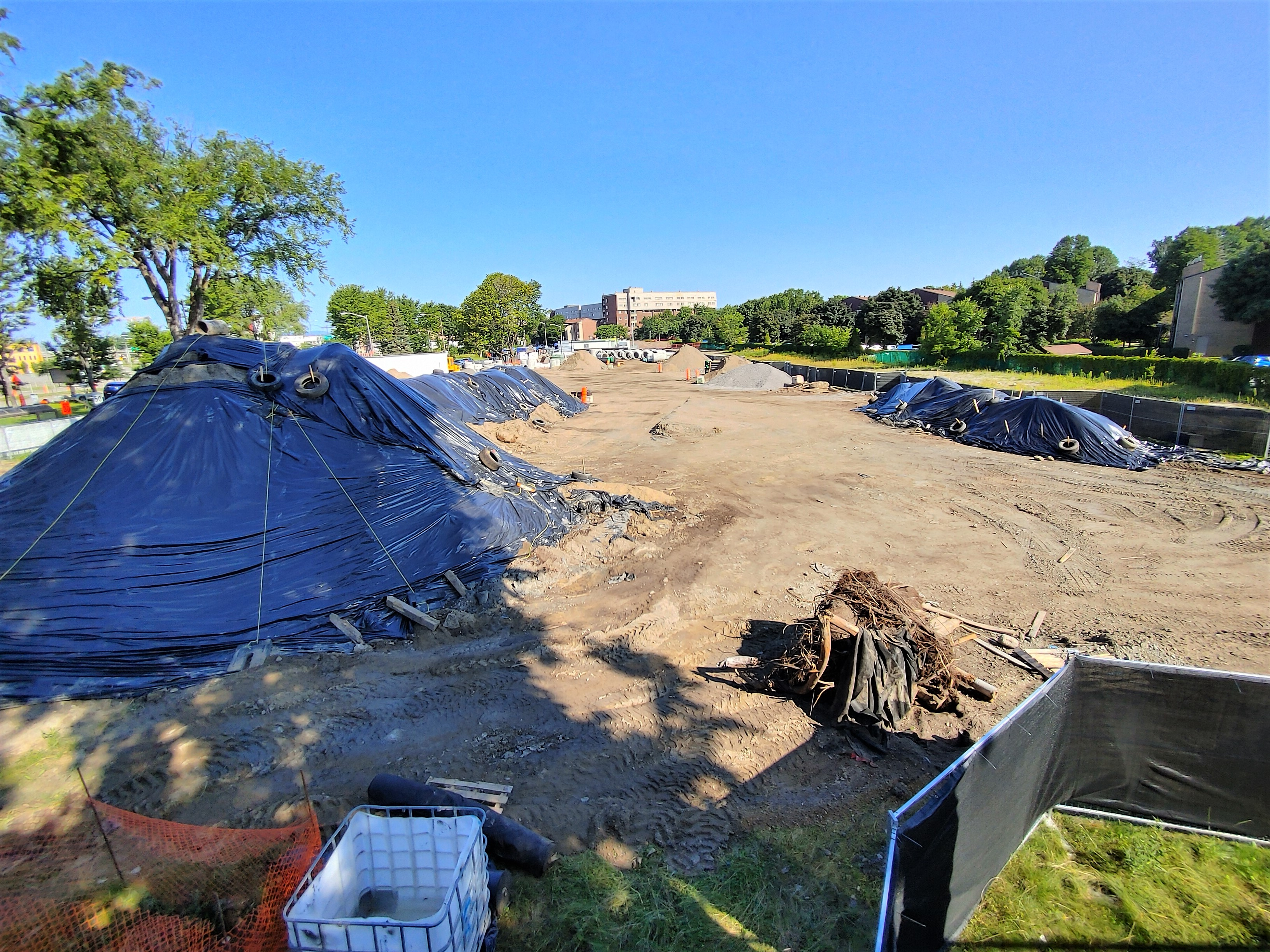
Travaux sur le site de la future station Saint-Roch, en juillet 2021.

Malgré une adoption finale tardive du projet en 2021, des études et des travaux préliminaires ont débuté à partir de 2019. Des acquisitions de terrains, des forages et des fouilles archéologiques sont aussi réalisées à partir de 2019,. Les fouilles archéologiques ont notamment lieu sur le site de l'ancien Hôpital de la Marine et son cimetière où 227 sépultures sont retrouvées. Les premiers travaux importants se déroulent dans Saint-Roch, dès mars 2021, avec la transformation des rues de la Couronne et Dorchester. En 2022, d'autres travaux débutent sur le chemin des Quatre-Bourgeois et le boulevard Laurier. Tous ces chantiers dits « préparatoires » ou « prétravaux » visent à déplacer les conduites souterraines pour éviter qu'elles se trouvent sous les rails du tramway.
En décembre 2024, dans le cadre des annonces entourant le partenariat entre le gouvernement du Québec, la Ville de Québec et CDPQ Infra, un nouvel échéancier a été confirmé pour le projet. La construction de la première phase du tramway commencera en 2027, avec une mise en service prévue pour 2033. Ce réseau structurant de 19 kilomètres comprendra 29 stations.

### Prolongements futurs
La question de la construction d'une deuxième ligne de tramway est soulevée dès 2020 par le maire Régis Labeaume. Charlesbourg est souvent mentionné comme choix d'une deuxième phase puisque que ce terminus était déjà promu avant un changement en faveur de D'Estimauville en 2021. Ce prolongement est appuyé par le maire Bruno Marchand et d'autres partis politiques,,. La CDPQ Infra propose quant à elle une autre ligne vers Lévis, via le projet du troisième lien, et aussi des prolongements, comme vers l’aéroport Jean-Lesage ou encore des antennes vers les quartiers d'Estimauville et Lebourgneuf.

## Réseau
Le projet n'inclut qu'une seule ligne pour le moment. Le nouveau projet prévoit un terminus à l'angle de la 41e rue et de la 1re avenue à Charlesbourg. Les 5 dernières stations sur ce schéma ne sont pas exactes.
|  |   |  | Station                   |  | Coordonnées                  | Quartier(s) desservi(s)                    | Correspondances |
|  | - |  | ------------------------- |  | ---------------------------- | ------------------------------------------ | --------------- |
|  | ■ |  | Le Gendre                 |  | 46° 46′ 23″ N, 71° 21′ 11″ O | Cap-Rouge                                  |                 |
|  | • |  | Chaudière                 |  | 46° 46′ 25″ N, 71° 20′ 41″ O | Cap-Rouge                                  |                 |
|  | • |  | McCartney                 |  | 46° 45′ 58″ N, 71° 19′ 48″ O | Pointe-de-Sainte-Foy                       |                 |
|  | • |  | Pie-XII                   |  | 46° 45′ 39″ N, 71° 19′ 13″ O | Pointe-de-Sainte-Foy                       |                 |
|  | • |  | Bégon                     |  | 46° 45′ 49″ N, 71° 18′ 57″ O | Pointe-de-Sainte-Foy                       |                 |
|  | • |  | Duchesneau                |  | 46° 46′ 03″ N, 71° 18′ 36″ O | Plateau                                    |                 |
|  | • |  | Roland-Beaudin            |  | 46° 46′ 20″ N, 71° 17′ 57″ O | Saint-Louis                                |                 |
|  | ■ |  | Sainte-Foy                |  | 46° 46′ 01″ N, 71° 17′ 29″ O | Saint-Louis                                |                 |
|  | • |  | CHUL                      |  | 46° 46′ 11″ N, 71° 17′ 00″ O | Saint-Louis/Cité-Universitaire             |                 |
|  | • |  | Place Sainte-Foy          |  | 46° 46′ 24″ N, 71° 16′ 35″ O | Sillery/Cité-Universitaire                 |                 |
|  | ■ |  | Université Laval          |  | 46° 46′ 38″ N, 71° 16′ 29″ O | Cité-Universitaire                         |                 |
|  | • |  | Desjardins                |  | 46° 46′ 47″ N, 71° 16′ 12″ O | Cité-Universitaire                         |                 |
|  | • |  | Myrand                    |  | 46° 47′ 01″ N, 71° 15′ 46″ O | Sillery/Cité-Universitaire                 |                 |
|  | • |  | Maguire                   |  | 46° 47′ 11″ N, 71° 15′ 28″ O | Sillery/Cité-Universitaire/Saint-Sacrement |                 |
|  | • |  | Holland                   |  | 46° 47′ 30″ N, 71° 14′ 56″ O | Sillery/Saint-Sacrement                    |                 |
|  | • |  | Saint-Charles-Garnier     |  | 46° 47′ 39″ N, 71° 14′ 40″ O | Sillery/Saint-Sacrement                    |                 |
|  | • |  | Belvédère                 |  | 46° 47′ 49″ N, 71° 14′ 22″ O | Sillery/Saint-Sacrement/Montcalm           |                 |
|  | • |  | Brown                     |  | 46° 48′ 00″ N, 71° 14′ 03″ O | Montcalm                                   |                 |
|  | • |  | Cartier                   |  | 46° 48′ 15″ N, 71° 13′ 36″ O | Montcalm                                   |                 |
|  | • |  | Colline parlementaire     |  | 46° 48′ 32″ N, 71° 13′ 03″ O | Saint-Jean-Baptiste/Vieux-Québec           |                 |
|  | • |  | D'Youville                |  | 46° 48′ 43″ N, 71° 12′ 55″ O | Saint-Jean-Baptiste/Vieux-Québec           |                 |
|  | • |  | Jean-Paul-L'Allier        |  | 46° 48′ 48″ N, 71° 13′ 27″ O | Saint-Roch                                 |                 |
|  | ■ |  | Saint-Roch                |  | 46° 49′ 08″ N, 71° 13′ 46″ O | Saint-Roch                                 |                 |
|  | • |  | Vieux-Limoilou            |  | 46° 49′ 21″ N, 71° 13′ 35″ O | Vieux-Limoilou                             |                 |
|  | • |  | Cégep Limoilou            |  | 46° 49′ 45″ N, 71° 13′ 32″ O | Vieux-Limoilou                             |                 |
|  | • |  | Hôpital de l'Enfant-Jésus |  | 46° 50′ 10″ N, 71° 13′ 22″ O | Maizerets                                  |                 |
|  | • |  | Bardy                     |  | 46° 50′ 22″ N, 71° 13′ 17″ O | Maizerets                                  |                 |
|  | • |  | Courtemanche              |  | 46° 50′ 36″ N, 71° 13′ 00″ O | Maizerets                                  |                 |
|  | ■ |  | D'Estimauville            |  | 46° 50′ 47″ N, 71° 12′ 42″ O | Maizerets                                  |                 |

## Infrastructures

### Centre d'exploitation et d'entretien
Le Centre d'exploitation et d'entretien (CEE) est un bâtiment de 33 000 mètres carrés en forme de « U » où sont effectués l'entretien des rames et leur remisage en dehors des heures de circulation. Le centre abrite aussi un poste de commande centralisé de repli permettant la surveillance et l'opération du réseau. Il est situé le long de la rue Mendel, à l'ouest de la ligne, tout juste avant le terminus Le Gendre et après la station Chaudière.
Les travaux de construction débutent à l'été 2022. La décontamination du site, autrefois un dépotoir, se termine en décembre de la même année. Un espace d'environ 3,5 hectares est déboisé entre février et mars 2023.

### Aménagement des stations

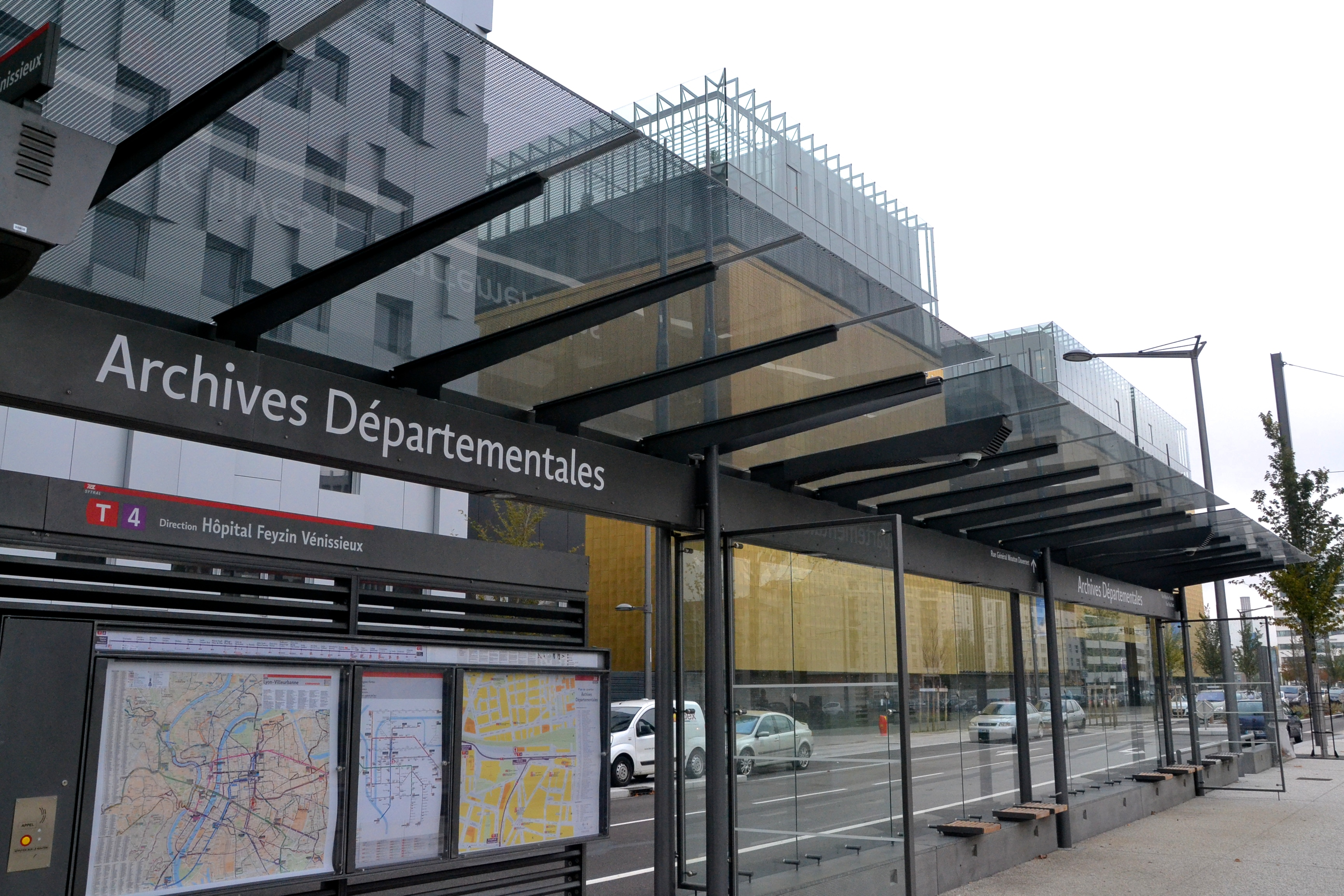
Le design choisi est similaire à celui du tramway de Lyon.

Le design des stations est dévoilé le 27 novembre 2020. Similaires aux arrêts d'autobus récemment construits dans la ville, les stations de tramway auront une structure métallique grise agrémentée d'éléments en bois et d'une fenestration abondante. Elles comporteront toutes un système d'information voyageurs, des distributeurs automatiques de titres de transport et un accès accès wi-fi public. Les stations seront également munies d'un dispositif de vidéosurveillance et conçues pour être accessibles aux personnes à mobilité réduite.
Certaines stations extérieures plus achalandées possèderont des abris tempérés. Les deux stations souterraines (Colline parlementaire et D'Youville) seront composées d'un édicule en surface. Celui-ci sera relié à la station par escalier mécanique, escaliers ou ascenseur.

### Tunnel
Une portion de 1,8 kilomètre de la ligne de tramway sera souterraine, reliant la basse-ville au promontoire de Québec. Sa construction permet une montée progressive, la côte d'Abraham étant trop pentue. En basse-ville, l'ouverture sera située à l'extrémité sud de la rue de la Couronne, sous l'ascenseur du Faubourg, à proximité du jardin Jean-Paul-L'Allier. Le tunnel passera sous une partie du quartier Saint-Jean-Baptiste, au sud de la côte d'Abraham, à une profondeur variant entre 15 et 40 mètres. Il passera ensuite sous l'avenue Honoré-Mercier, où se trouvera la station D'Youville à l'angle de la rue Saint-Joachim, puis sous le boulevard René-Lévesque où se trouvera la station Colline parlementaire au pied de l'édifice Marie-Guyart. Le tunnel se termine finalement face au Grande Théâtre.

## Matériel roulant

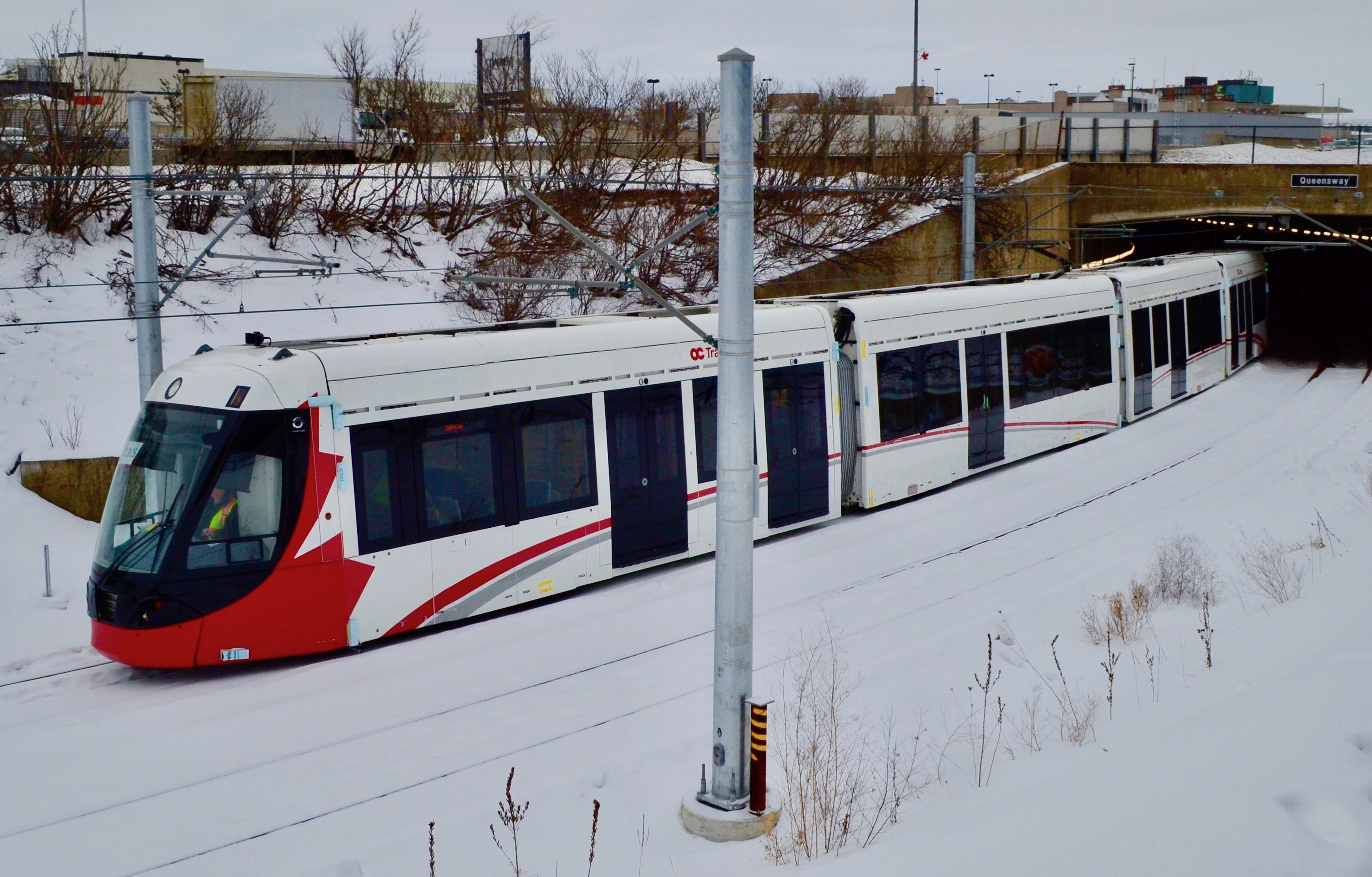
L'Alstom Citadis Spirit est le modèle choisi en 2023.

Dans les années 2010, les premières esquisses de promotion du projet illustre le matériel roulant en vert/blanc (2011) ou en bleu/gris (2018). Le 20 novembre 2020, la Ville publie des maquettes conçues par Morelli Designers de l'apparence future des rames. Le choix retenu est un gris sombre agrémenté de bandes lumineuses. L'avant du véhicule est profilé. Se voulant « sobre et élégant », l'intérieur laisse place à la luminosité avec la prédominance du blanc et de la fenestration.
En avril 2023, l'Alstom Citadis Spirit est retenu comme matériel roulant du tramway. 34 rames ont été commandés avec une possibilité d'en acquérir 5 supplémentaires. Les rames seront construites à partir de 2025,. Elles seront principalement conçues à Saint-Bruno-de-Montarville, construites au Mexique et finalement assemblées à La Pocatière. Les premières livraisons sont prévues pour 2027. Une période de rodage du matériel est prévue avant la mise en service en 2029.
En 2024, la population sera invitée à sélectionner le design et le nom du véhicule parmi trois choix : Boréal, Harfang et Citadelle.